# Sanford Robinson Gifford
Pour les articles homonymes, voir Gifford.
Sanford Robinson Gifford, né le 10 juillet 1823 à Greenfield (État de New York) et mort le 29 août 1880 à New York, est un peintre paysagiste américain, apparenté à l'Hudson River School. Les paysages de Gifford sont connus pour leurs effets de lumière sur des atmosphères brumeuses. Il est l'une des figures principales du mouvement luministe américain. On attribue à ce peintre un total de 734 œuvres.

## Biographie
De 1842 à 1844, il entreprend des études supérieures à l'Université Brown de Providence, dans le Rhode Island, qu'il abandonne en 1845 pour se rendre à New York et suivre les cours de dessin et de perspective du peintre d'origine britannique John Rubens Smith. Il s'inscrit également à l'Académie américaine des beaux-arts pour approfondir ses connaissances de l'anatomie humaine. Il peint ses premiers paysages vers 1847.
En 1851, il est élu membre associé (associate member) de la National Academy of Design et trois ans plus tard, en 1854, il est nommé académicien à part entière (full academician), reconnaissance officielle de son importance dans le paysage artistique américain du XIXᵉ siècle. Ce statut lui permet de participer aux expositions annuelles de l’Académie et renforce sa visibilité auprès du public et des collectionneurs.
Tout comme la plupart des artistes de l'Hudson River School, il voyage beaucoup afin de trouver des sources d'inspiration pour son art. Il séjourne en Europe de 1855 à 1857 en compagnie de Albert Bierstadt et Worthington Whittredge. En 1858, il s'intéresse surtout aux paysages verdoyants de Vermont. Pendant la guerre de Sécession, il sert dans un régiment nordiste et peint quelques toiles liées à cette expérience militaire.
Pendant l'été 1867, il s'intéresse au littoral du New Jersey et, l'année suivante, se rend à nouveau sur le continent européen, en compagnie cette fois de Jervis McEntee, et poursuit son voyage, seul, en 1869, au Moyen-Orient et en Égypte. Il parcourt ensuite l'Ouest des États-Unis. Après 1870, il travaille surtout dans son studio de New York.
En juin 1877, à l’âge de 53 ans, Gifford épouse Mary Cecilia Canfield (1824-1887), la veuve d’un ami. Ils n’eurent pas d’enfant.
Le 29 août 1880, Gifford décède à New York à 57 ans, après un diagnostic de malaria. A l’automne de la même année, le Metropolitan Museum of Art organise une exposition rétrospective de 160 de ses œuvres.

### Hommage
À la suite de son décès en 1880, le Metropolitan Museum of Art de New York publie, en 1881, un catalogue commémoratif intitulé A Memorial Catalogue of the Paintings of Sanford Robinson Gifford, N.A.. Ce document exceptionnel recense 734 œuvres de l’artiste, illustrant l’ampleur de sa production et l’importance de son rôle dans le développement de la peinture de paysage américaine au XIXᵉ siècle. Conçu à la fois comme hommage et inventaire, le catalogue fournit pour chaque peinture un titre, les dimensions, parfois la date de création, ainsi que le nom du propriétaire ou de l'exposant,. Il demeure aujourd’hui une source précieuse pour les historiens de l’art et les institutions muséales, témoignant de la reconnaissance institutionnelle dont jouissait Gifford de son vivant et au-delà.

## Style et caractéristiques de ses œuvres
Sanford Robinson Gifford est l’un des principaux représentants du luminisme, influencé par des maîtres européens tels que Claude Lorrain et J. M. W. Turner, il développe une approche personnelle du paysage, mettant l’accent sur la lumière ambiante et les effets atmosphériques. Son style a été qualifié de « peinture de l’air » (air painting), en raison de sa capacité à capturer la lumière saturée et l’atmosphère d’une scène, rendant la lumière le principal vecteur d’expression de ses tableaux. Ses compositions sont souvent horizontales, avec une structure soigneusement contrôlée, mettant en valeur la tranquillité et la contemplation traduisant une vision idéalisée de la nature.
Ainsi il adopte une approche plus introspective, centrée sur la lumière, la météo et le silence du paysage. Cette esthétique méditative participe à définir le luminisme comme une vision poétique et transcendante du paysage, à mi-chemin entre réalisme topographique et idéalisation romantique.

## Galerie

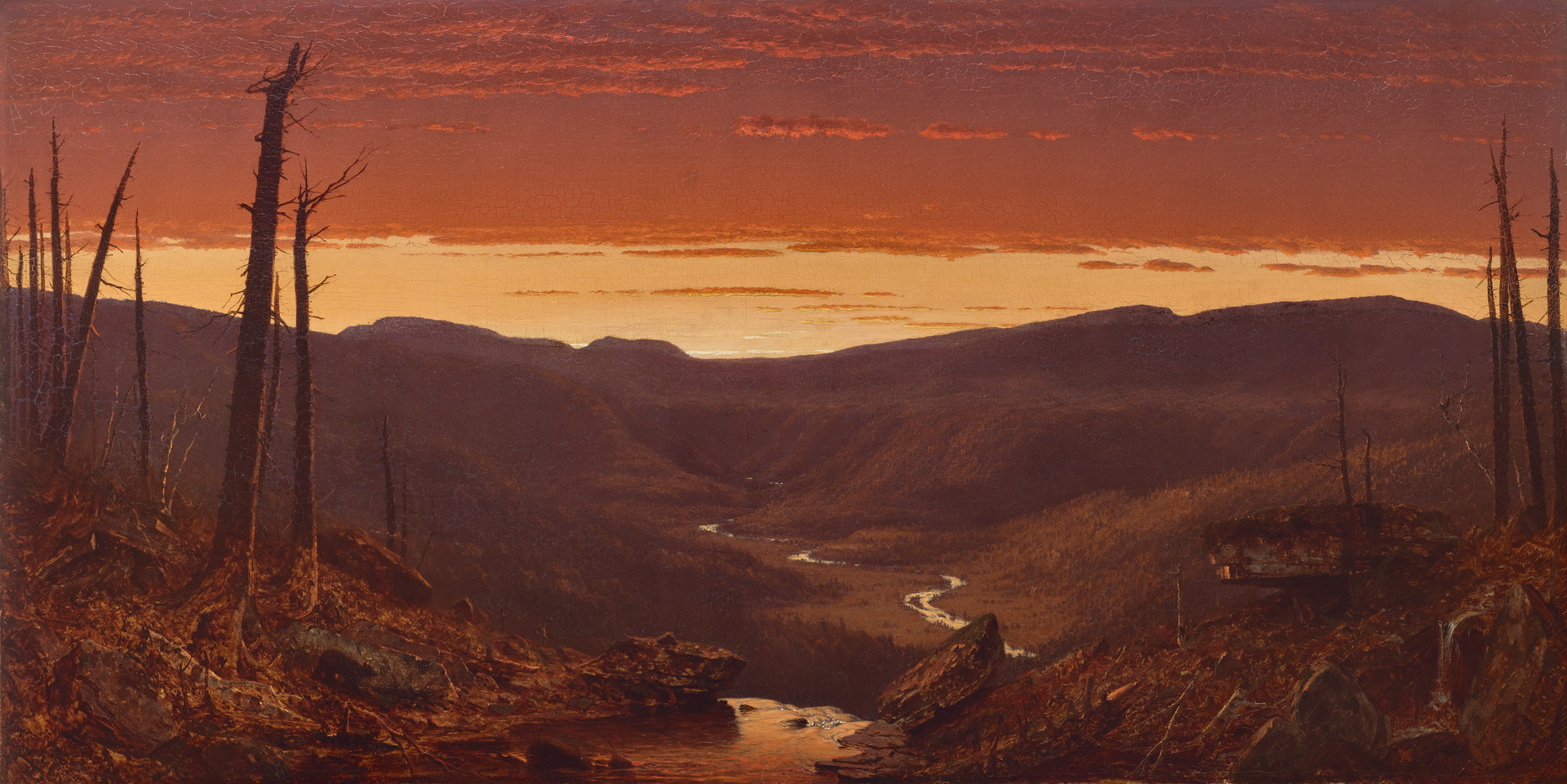
Crépuscule sur les montagnes Catskill, 1861, Yale University Art Gallery, New Haven
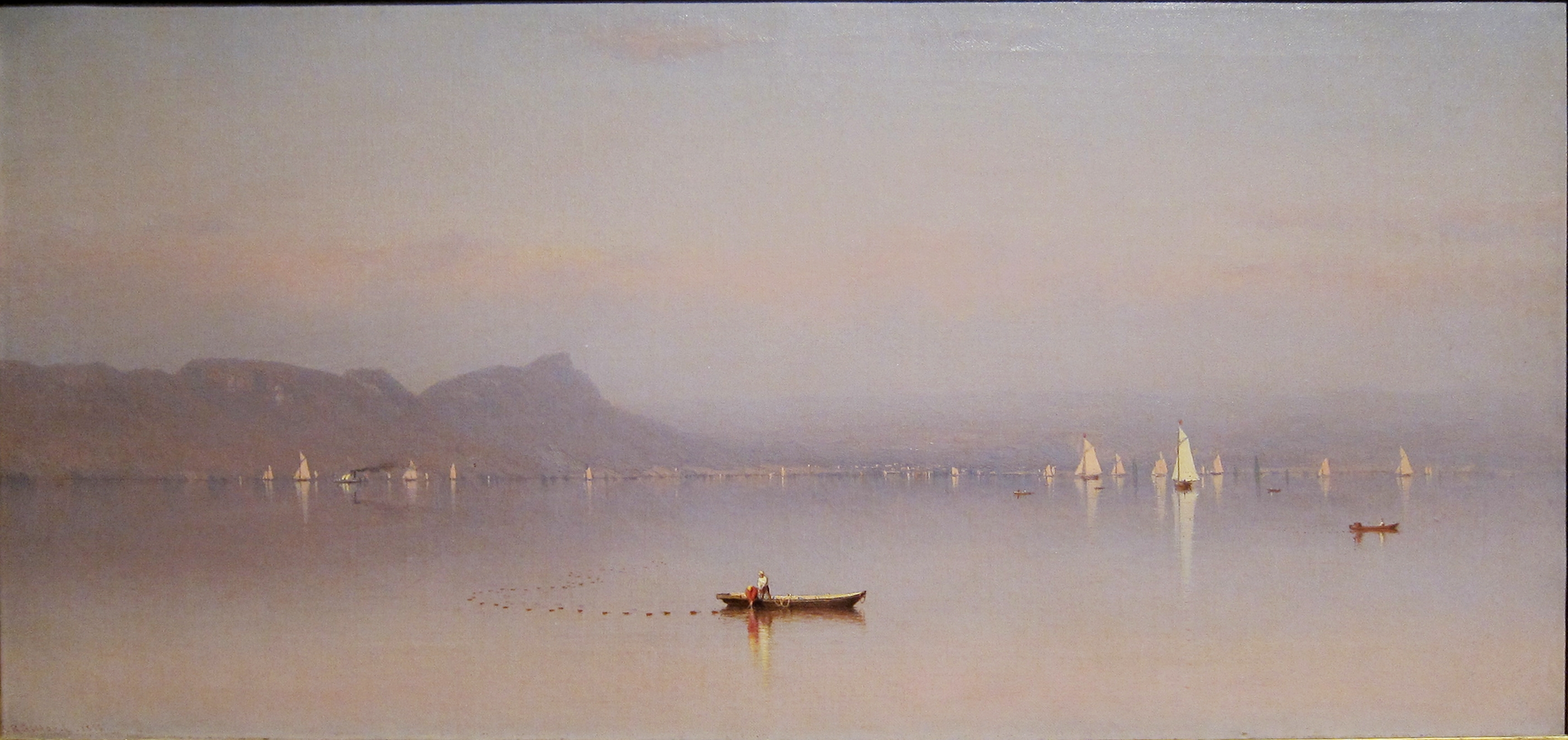
Le Matin sur l'Hudson, 1866, Art Institute of Chicago, Chicago
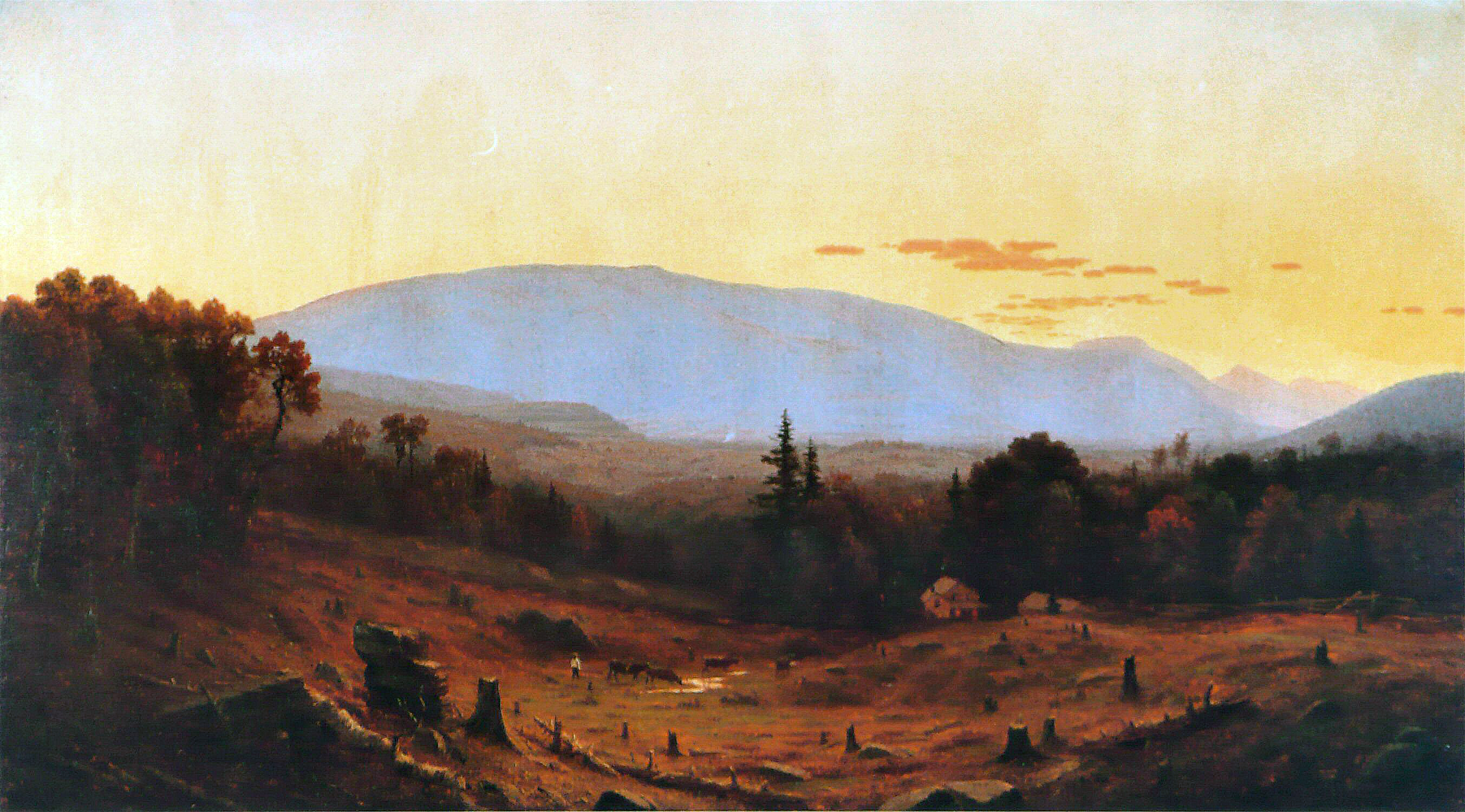
Crépuscule sur le mont Hunter, 1866, Terra Foundation for American Art, Daniel J. Terra Collection, Chicago
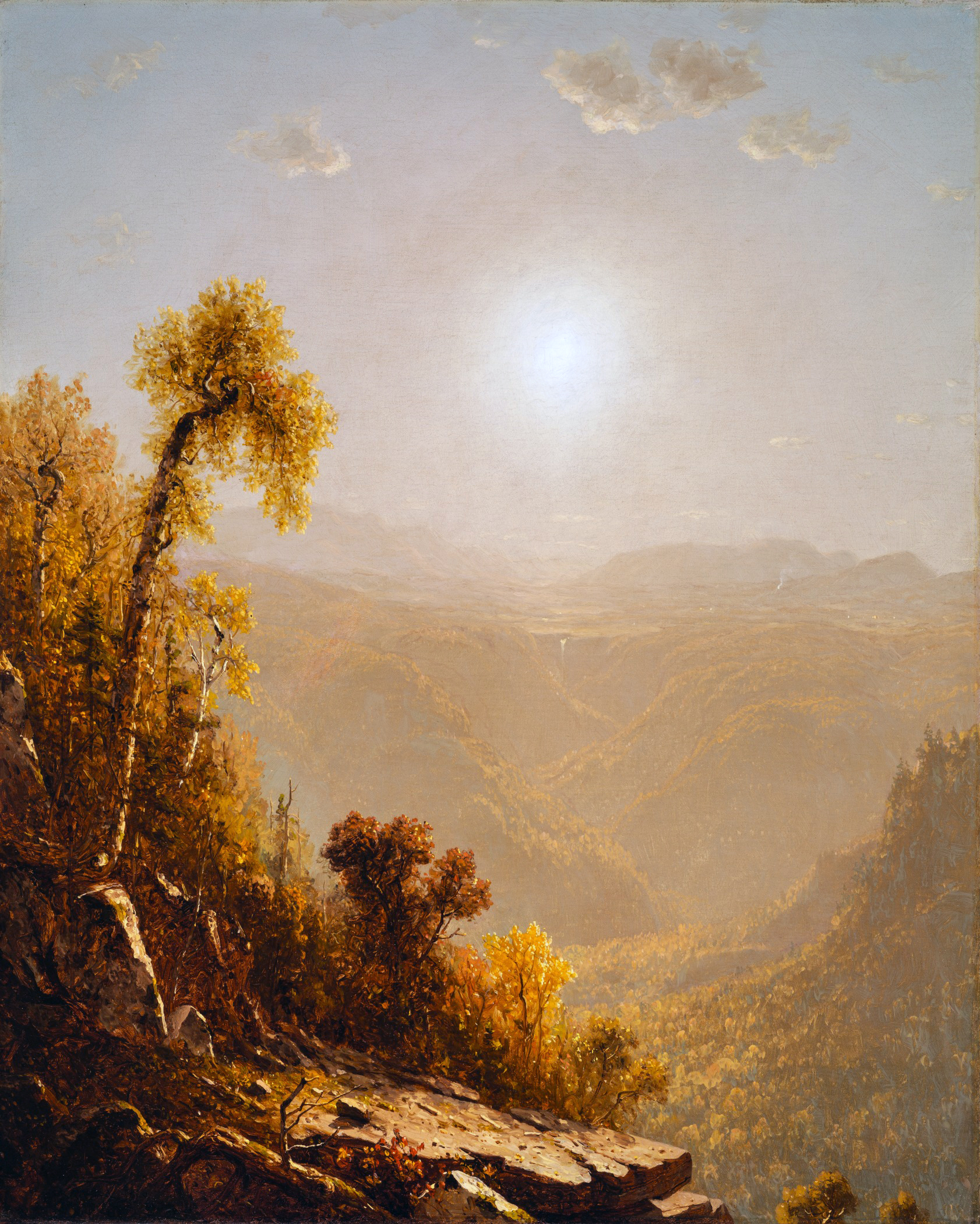
Octobre dans les montagnes Catskill, 1880, Musée d'art du comté de Los Angeles

## Sources
1. 1 2  (en) Metropolitan Museum of Art (New York, N.Y.), A memorial catalogue of the paintings of Sanford Robinson Gifford, N. A., with a biographical and critical essay by Prof. John F. Weir ... 1st thousand. Comp. and pub. under the auspices of the Metropolitan museum of art,, New york, 1881 (lire en ligne)
2. ↑  (en) « Sanford Robinson Gifford papers, 1840s-1900, circa 1960s-1970s Biographical Note » , sur Smithsonian (consulté en mai 2025)
3. ↑  « Page 1 », sur libmma.contentdm.oclc.org (consulté le 24 mai 2025)
4. ↑  (en) Avery, Kevin J., and Franklin Kelly, with Claire A. Conway, and essays by Heidi Applegate and Eleanor James Harvey, Hudson River School Visions: The Landscapes of Sanford R. Gifford, 2003, 288 p. (lire en ligne)
5. ↑  (en) « Hudson River School Visions: The Landscapes of Sanford R. Gifford - The Metropolitan Museum of Art », sur www.metmuseum.org (consulté le 24 mai 2025)

- Avery, Kevin J., & Kelly, Frank. Hudson River school visions: the landscapes of Sanford R. Gifford, New York, The Metropolitan Museum of Art, 2003  (ISBN 9780300101843)
- Wilton, Andrew and Barringer, Tim. American Sublime: Landscape Painting in the United States 1820-1880, Princeton: The Princeton University Press, 2002  (ISBN 0-691-09670-8)